# Thierry Michaud
Pour les articles homonymes, voir Michaud.
Thierry Michaud est un pilote de moto pratiquant la discipline du trial, né le 11 septembre 1963 à Hyères dans le Var. Il remporte trois titres de champion du monde, en 1985, 1986 et 1988 et un titre de champion du monde en salle en 1988.
Il devient ensuite formateur des jeunes puis entraineur national à la fédération française de motocyclisme. En 2013, il est nommé directeur de la communication trial à la fédération internationale.
En 2015, à l'occasion du 30ème anniversaire de son premier titre mondial, une compétition internationale a lieu en son honneur à Malaucène.